# Baratachvili
 (avril 2025).
Si vous disposez d'ouvrages ou d'articles de référence ou si vous connaissez des sites web de qualité traitant du thème abordé ici, merci de compléter l'article en donnant les références utiles à sa vérifiabilité et en les liant à la section « Notes et références ».

Armes de la famille Baratachvili.

La famille Baratachvili (en géorgien : ბარათაშვილი, parfois transcrit Baratashvili) est une famille noble de Géorgie, qui apparaît à la fin du XVe siècle comme une branche de la famille Kachibadzé (ქაჩიბაძე), peut-être liée aux Liparides-Orbélian.

## Origine du nom
Le surnom Baratachvili, littéralement « descendants de Barata », fait référence à Barata « le Grand » Kachibadzé, du XVe siècle. Les Kachibadzé sont mentionnés pour la première fois au début du XIVe siècle dans une inscription du monastère de Pitareti. Selon Simon Janachia (en), leur origine est en Abkhazie.

## Zone d'influence
Au début du XVIe siècle le territoire des Baratachvili, aussi nommé Sabaratiano, comprenait des centaines de villages de 2 500-3 000 paysans et quelque 250-300 vassaux nobles dans la région de Basse Kartlie au sud de la Géorgie. Leurs châteaux se trouvaient à Samshvildé, Dmanissi, Darbaschala, Tbisi et Enageti ; leur étaient liés les monastères de Pitareti, Goudarékhi (en), Dmanissi et Kédi. Ils étaient dans les cinq plus hautes familles nobles (tavadi (en)), du royaume de Kartli et ont joué un rôle notable dans la vie politique et culturelle de la Géorgie, comme grands intendants de Somkhéti-Sabaratiano, majordomes et maîtres de justice de la cour royale.

## Descendants
Aux XVIe et XVIIe siècles, ils donnèrent naissance à d'autres familles nobles :
- Gostachabichvili
- Germanozichvili
- Zurabichvili
- Abachichvili
- Orbelichvili-Qaplanichvili (en)
- Palavan-Khosrochvili
- Iaralichvili
- Iotamichvili.

La lignée principale des Baratachvili a progressivement perdu de l'influence au profit de la branche des Qaplanichvili.
Après l'annexion de la Géorgie, la branche géorgienne fut confirmée dans ses titres princiers (knyaz Baratov, Баратовы) par les décrets de 1826, 1827, 1829, et 1850.

### Barataev en Russie
Une branche de la famille Baratachvili, les Barataev (Баратаевы), s'est établie en Russie lorsque le prince Melkisedek suivit le roi Vakhtang VI qui y émigra en 1724. Melkisedek Baratachvili, à partir de là connu comme Mikhail Barataev, entra au service des Russes. Deux de ses quatre fils – Pyotr et Semyon – servirent comme généraux de l'armée russe et respectivement comme gouverneurs de Sibérie et de Kazan. Ses filles épousèrent des nobles russes. Le fils de Pyotr Barataev, le prince Mikhail Barataev (en), est connu comme archéologue et numismate spécialisé dans les timbres de Géorgie.

## Personnalités
- Barata Baratachvili (décédé vers 1626), chef militaire
- Kaikhosro Baratachvili (décédé en 1636), chef militaire
- Qaplan Baratachvili (décédé en 1671), chef militaire
- Nikoloz Baratachvili (1817-1845), poète
- Sulkhan Baratashvili (1821-1866), historien